# Том Мейсон
Том Мейсон (англ. Tom Mason) — один з головних героїв американського науково-фантастичного серіалу «Коли падають небеса» на телеканалі TNT, роль якого виконує Ноа Вайлі.
Колишній викладач історії Бостонського університету, який став заступником командира другого Массачусетського полку міліції — групи з 300 чоловік військових і цивільних осіб, які залишили захоплений Бостон. У нього троє синів: Гел — старший, Бен — середній, був узятий в полон прибульцями, і Метт — молодший. Дружина Тома загинула невдовзі після вторгнення, під час збору припасів. Тісно спілкується з Енн Гласс, також ділиться з нею деякими своїми поглядами на права цивільного населення.